# بانارة بورتوريكية
بانارة بورتوريكية (الاسم العلمي:Banara portoricensis) هي نوع من النباتات يتبع جنس البانارة من الفصيلة الصفصافية.
سمي هذا النوع نسبةً إلى بورتوريكو.